# Liste der Bodendenkmäler in Eiselfing
Auf dieser Seite sind die Bodendenkmäler in der oberbayerischen Gemeinde Eiselfing zusammengestellt. Diese Tabelle ist eine Teilliste der Liste der Bodendenkmäler in Bayern. Grundlage ist die Bayerische Denkmalliste, die auf Basis des Bayerischen Denkmalschutzgesetzes vom 1. Oktober 1973 erstmals erstellt wurde und seither durch das Bayerische Landesamt für Denkmalpflege geführt wird. Die folgenden Angaben ersetzen nicht die rechtsverbindliche Auskunft der Denkmalschutzbehörde.

## Bodendenkmäler in Eiselfing
| Lage       | Objekt | Akten-Nr.     | Bild |
| ---------- | --- | ------------- | ---- |
| (Standort) | Körpergräber des frühen Mittelalters. | D-1-7939-0010 |      |
| (Standort) | Reihengräberfeld des frühen Mittelalters. | D-1-7939-0013 |      |
| (Standort) | Wasserburgstall des Mittelalters und der frühen Neuzeit. | D-1-7939-0016 |      |
| (Standort) | Brandgräber der mittleren römischen Kaiserzeit. | D-1-7939-0023 |      |
| (Standort) | Bohlenweg vor- oder frühgeschichtlicher Zeitstellung. | D-1-7939-0028 |      |
| (Standort) | Siedlung vorgeschichtlicher Zeitstellung. | D-1-7939-0067 |      |
| (Standort) | Grabhügel vorgeschichtlicher Zeitstellung. | D-1-7939-0072 |      |
| (Standort) | Siedlung und Körpergräber vor- oder frühgeschichtlicher Zeitstellung. | D-1-7939-0074 |      |
| (Standort) | Grabhügel vorgeschichtlicher Zeitstellung. | D-1-7939-0075 |      |
| (Standort) | Wasserburgstall des hohen oder späten Mittelalters. | D-1-7939-0146 |      |
| (Standort) | Körpergräber des Mittelalters oder der frühen Neuzeit. | D-1-7939-0147 |      |
| (Standort) | Körpergräber des frühen Mittelalters. | D-1-7939-0148 |      |
| (Standort) | Verebneter Grabhügel vorgeschichtlicher Zeitstellung. | D-1-7939-0149 |      |
| (Standort) | Verebnete Grabhügel vorgeschichtlicher Zeitstellung. | D-1-7939-0150 |      |
| (Standort) | Untertägige mittelalterliche und frühneuzeitliche Befunde im Bereich der katholischen Pfarrkirche St. Rupertus in Eiselfing und ihrer Vorgängerbauten.                                                           | D-1-7939-0152 |      |
| (Standort) | Untertägige spätmittelalterliche und frühneuzeitliche Befunde und Funde im Bereich der katholischen Filialkirche Hl. Kreuz in Aham.                                                                              | D-1-7939-0154 |      |
| (Standort) | Dorfwüstung und Burgstall des Mittelalters und der frühen Neuzeit („Dürnstein“) sowie abgegangene Kirche des Mittelalters und der frühen Neuzeit mit Eremitenklause und zugehörigem Friedhof („St. Laurentius“). | D-1-7939-0156 |      |
| (Standort) | Untertägige frühneuzeitliche Befunde und Funde im Bereich der katholischen Filialkirche St. Laurentius in Freiham.                                                                                               | D-1-7939-0219 |      |
| (Standort) | Siedlung des frühen Mittelalters. | D-1-7939-0220 |      |